# 额吉盐池
额吉盐池是中國内蒙古的盐湖，蒙古語意為母親湖位于东乌珠穆沁旗西南50公里，是内蒙古三大盐湖之一。《漢書·地理志》 上所記青鹽澤應即該湖，金代以後朝廷派人管理採鹽，目前該湖年產約6.7萬噸的鹽。